# Chiesa di San Giovanni Battista (Osnabrück)
La La chiesa di San Giovanni Battista, nota anche come Chiesa di San Giovanni, è un'antica chiesa cattolica collegiale di Osnabrück. È considerata una delle prime grandi chiese gotiche a sala della Germania. È composta da una navata centrale con tre navate laterali, un coro diritto, un transetto orientale e un transetto occidentale a due torri. Ciò è caratteristico della funzione originaria della chiesa che era parte di una collegiata. L'edificio cruciforme con la sua monumentale facciata occidentale trasse ispirazione da idee architettoniche provenienti dalla Westfalia, dalla Bassa Sassonia e dalla Renania, che furono poi applicate in modo indipendente. Sebbene questo edificio sia stato di importanza decisiva per l'inizio del periodo gotico in Germania, rimase senza successori significativi.
La Chiesa di San Giovanni si trova sulla trafficata Johannisstraße di Osnabrück. È il centro dell'insediamento della vecchia città nuova e svetta sulle sue case. Insieme alla Cattedrale di Osnabrück, a Santa Maria e a Santa Caterina, San Giovanni è la quarta chiesa medievale del centro di Osnabrück. Davanti alla chiesa si trova una cappella, che rafforza la separazione dell'area sacra dalla moderna via dello shopping.

## Storia
Il vescovo Dietmar di Osnabrück (1003-1023) fondò il monastero collegiale dedicato a San Giovanni e pose la prima pietra il 13 luglio 1011. Intorno al monastero e alla sua scuola latina si sviluppò una nuova città, amministrata separatamente dalla città vecchia fino al 1306. Gli scavi all'interno dell'attuale passaggio della Chiesa di San Giovanni hanno rivelato il coro absidale a ferro di cavallo del periodo di fondazione. A quanto pare, questo primo coro non offriva spazio sufficiente, motivo per cui fu ampliato intorno al 1100 con una campata quadrata e una parte terminale del coro absidato. Nel 1147 vennero delimitate le parrocchie della nuova Chiesa di San Giovanni e della vecchia parrocchia della cattedrale.
Il 25 marzo 1256, il vescovo Bruno, conte di Isenburg (1251-1258), pose la prima pietra della nuova costruzione della seconda collegiata e della chiesa parrocchiale, segnando l'inizio della costruzione dell'attuale chiesa. Ciò avvenne all'incirca nello stesso periodo dell'ultimo ampliamento del coro della Cattedrale di Osnabrück. Si presume che la nuova costruzione sia stata avviata nel XIII secolo sui lati est e ovest per tenere conto dell'edificio precedente, che inizialmente era stato lasciato in piedi. Come per le chiese precedenti, la duna di sabbia asciutta leggermente sporgente vicino all'antica via commerciale fu usata come base per le nuove fondamenta. Dopo i lavori di fondazione, l'edificio orientale, cioè il coro e il transetto, fu probabilmente il primo a essere innalzato. La vecchia chiesa, divenuta troppo piccola, fu inizialmente chiusa su tre lati e in seguito completamente sostituita. In base ai vari segni di scalpellino ritrovati, si presume che per la nuova costruzione siano stati coinvolti diversi maestri e molti costruttori. Il 18 agosto 1292 fu posta la chiave di volta e la chiesa fu solennemente consacrata. Tuttavia, i lavori di costruzione non erano ancora terminati al momento della consacrazione e continuarono fino all'inizio del XIV secolo.

## Descrizione

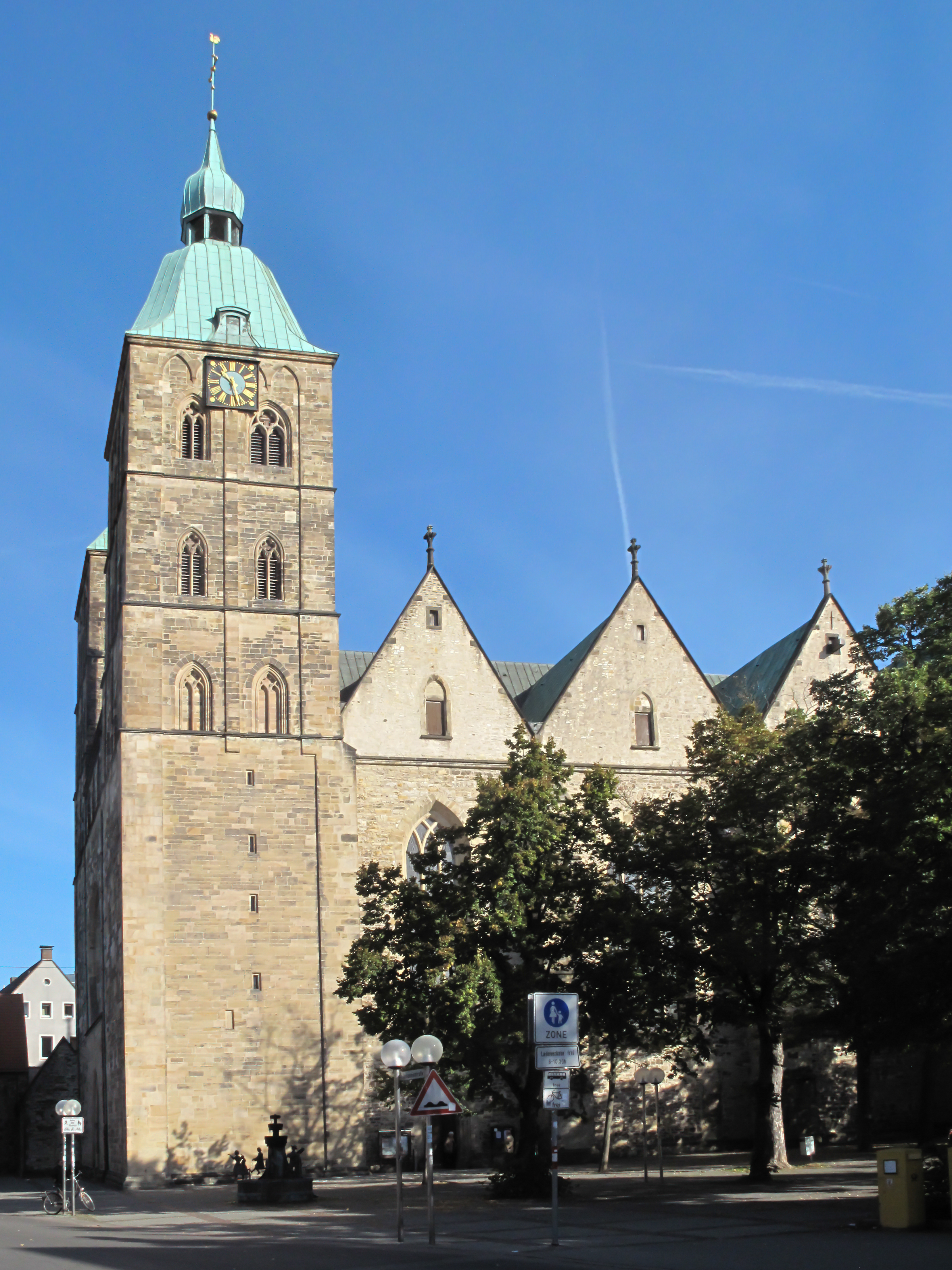
Chiesa di San Giovanni Battista (nel 2013)

### Struttura/pianta
La Chiesa di San Giovanni è una chiesa a sala a tre navate, con un transetto orientale, un coro rettilineo e un transetto occidentale a due torri con pianta cruciforme. La sacrestia si trova tra il coro e il braccio meridionale del transetto, mentre gli edifici collegiali sono collegati ad angolo retto tra il coro e il braccio settentrionale del transetto. A nord si trova il chiostro con la relativa cappella adibita a luogo di culto. L'edificio è a capanna.

### Parte esterna
L'edificio orientale e la navata furono realizzati in pietra di cava, mentre l'edificio occidentale fu edificato in conci. Il traforo, originariamente molto ricco, fu danneggiato durante la Seconda guerra mondiale e successivamente ricostruito con forme gotiche più semplici in mattoni.
Come nell'edificio occidentale e nel coro della cattedrale, i contrafforti del coro e dei transetti della Chiesa di San Giovanni sono ridotti a rinforzi angolari. Le pareti del coro quadrato sono divise da tre strette finestre ad arco a sesto acuto, con rilievi a smusso singolo. Esse formano un gruppo piramidale di finestre. Le pareti orientali del transetto sono attraversate da due finestre. Le finestre sui lati nord e sud del transetto sono in relazione con le finestre simili dell'atrio, che furono le prime finestre gotiche alte e suddivise in quattro parti ad essere costruite a Osnabrück.
A parte il rosone a traforo in dodici parti e i rinforzi angolari, il massiccio edificio occidentale in bugnato è privo di strutture. La facciata occidentale inferiore fu pesantemente restaurata. Il rosone fu riprogettato da Dominikus Böhm prima della Seconda guerra mondiale. L'edificio occidentale, originariamente privo di portale, è considerato un esempio del continuo orientamento verso gli elementi costruttivi della Bassa Sassonia e della Westfalia. Due torri a tre piani emergono dalla possente sottostruttura. I piani inferiori sono collegati da una barra occidentale. Le sue finestre presentano le stesse forme a traforo di quelle dei piani inferiori della torre, collocandosi alla stessa altezza. La torre nord-ovest ha un tetto a piramide semplice. La torre sud-ovest è ornata da una semplice cupola barocca con lanterna, sopravvissuta agli incendi della Seconda guerra mondiale. L'ampliamento dei piani superiori della torre è proseguito fino al XIV secolo. In quel periodo, furono aggiunti anche i tetti a capanna e i frontoni a punta della navata.

### Parte interna

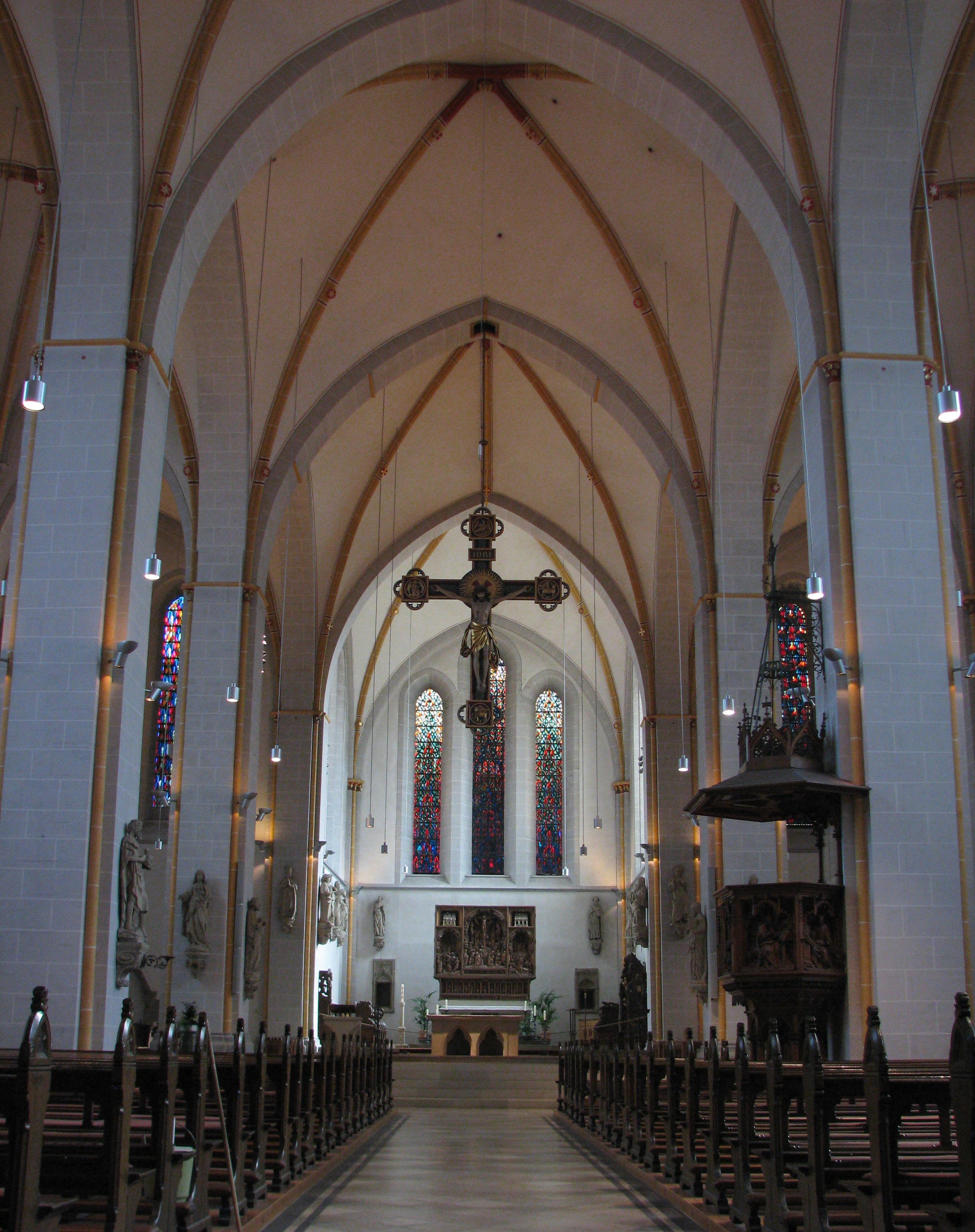
Veduta del coro con la croce trionfale, il pulpito e l'altare maggiore del 1512 (artista: Maestro dell'altare maggiore della Chiesa di San Giovanni a Osnabrück)

L'interno della chiesa è caratterizzato da altezza e larghezza. Le navate alte dell'aula e le finestre a traforo alte e larghe delle navate laterali creano un interno luminoso. Mentre gli edifici a est e a ovest sono progettati come pareti, dalla metà del XIII secolo l'aula è orientata verso il futuro, unendo l'austerità cistercense alla bellezza classica. Sebbene la pianta cruciforme e vari elementi dell'edificio abbiano echi romanici, l'impressione generale dello spazio porta a classificare l'edificio come appartenente al primo gotico. Le fondamenta dei cori delle chiese precedenti si trovano sotto la crociera, la campata centrale del transetto. Quattro gradini scendono alla crociera dal coro. La volta è sottolineata in otto parti da chiavi di volta ornate e le nervature a forma di pera sono dotate di dischi decorativi. È il campo di volta più grande della chiesa. L'incrocio è affiancato a nord e a sud da un braccio trasversale e dalla navata gotica, composta da tre campate a volta. La larghezza delle campate, quasi quadrate a est, diminuisce da est a ovest. La navata centrale e le navate laterali sono ampliate e completate nell'edificio occidentale.

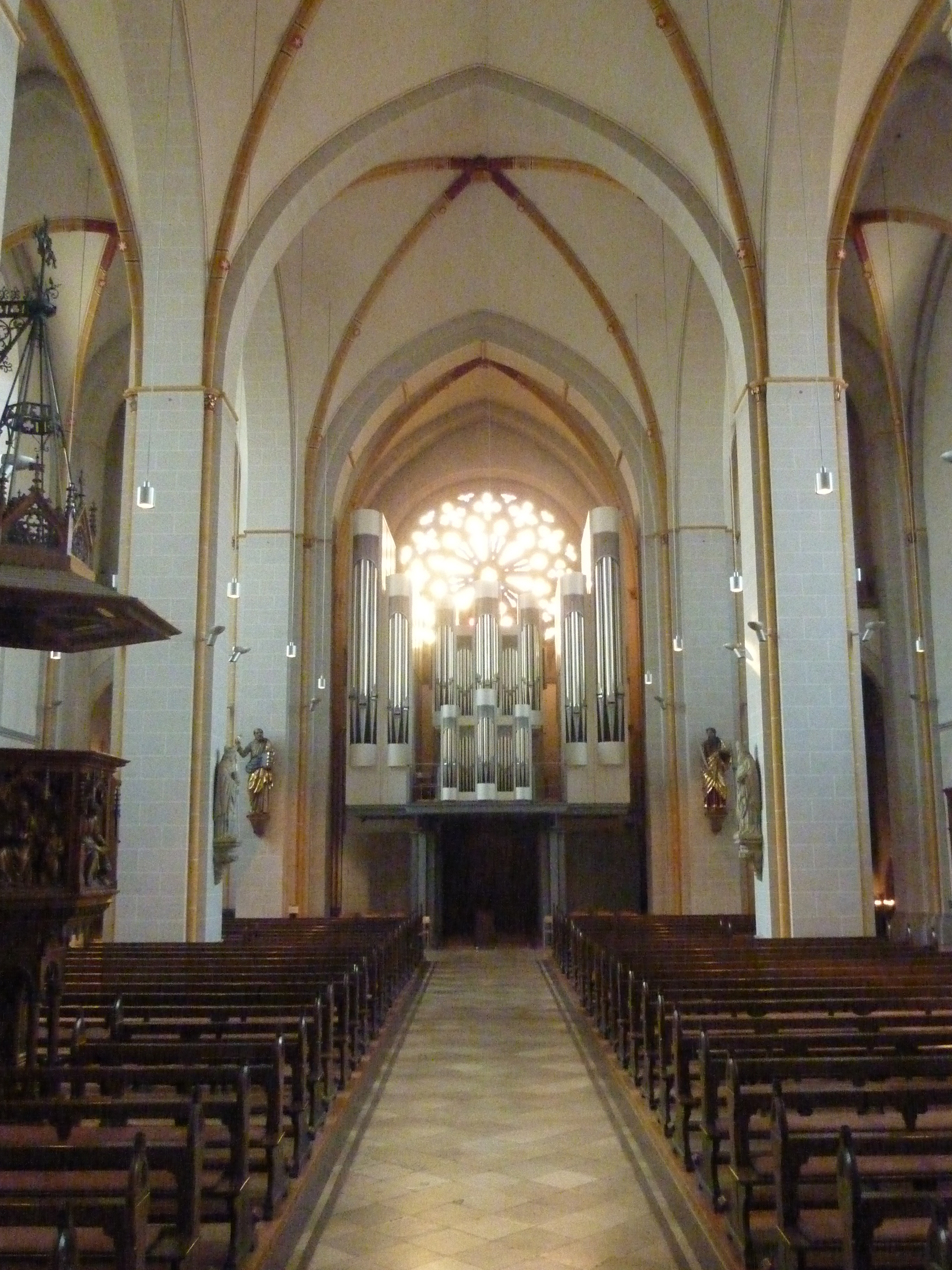
Vista interna dell'organo a ovest.

Le tre navate presentano il classico rapporto di larghezza 1:2:1, con sottili pilastri che separano la navata centrale da quelle laterali. I vertici delle volte a crociera sono alti circa 18 metri e sono realizzati in pietra di cava. Gli archi a sesto acuto e a scudo, uniformi, larghi e non profilati, non sono a gradini. Sono completati solo nelle giunture dell'edificio tra l'incrocio, la navata e l'edificio occidentale da sottili tondi trasversali. In considerazione dell'epoca di origine, il XIII secolo, i pilastri quadrati con i sottili servizi d'angolo inseriti sono molto sottili e il passaggio alla zona della volta è solo leggermente enfatizzato. Solo una stretto piedritto separa i pilastri, la cinta muraria e l'arco a scudo. Esso è anche la lastra di copertura dei capitelli con gemme e fogliame. Mentre i capitelli nella parte orientale raffigurano solo forme molto rade di steli, gemme e foglie, nella navata centrale mostrano un ricco fogliame naturalistico. L'ornamento del capitello ricorda quello della Chiesa di Santa Elisabetta a Marburgo. Le forme dei pilastri della Chiesa di San Giovanni possono essere paragonate a quelle di San Ludgero a Münster e delle chiese di Braunschweig.

## Sacrestia
La sacrestia si trova tra il coro e il braccio meridionale del transetto. All'interno presenta una pianta quadrata. Un pilastro a fascio posto al centro e le corrispondenti sagome murarie sostengono le quattro campate con volta a crociera. La sacrestia è coperta da un tetto a tenda. Quattro finestre tripartite gettano luce sull'ambiente. Il tirante della porta, in bronzo fuso, raffigura una testa di leone su un quadrifoglio di foglie di vite. L'anello di chiusura è in bocca al leone ed è datato all'inizio del XIV secolo.

## Chiostro
Il chiostro a tre ali corre lungo il lato nord della chiesa. La data di costruzione può essere fatta risalire all'inizio del XIV secolo, grazie al traforo gotico e alle mensole. Il chiostro è composto da trenta campate disposte in fila. Nelle singole campate presenta arcate aperte e tripartite, di cui quella centrale si alza leggermente (simile alla forma della finestra della chiesa domenicana di Osnabrück). È decorata con una volta a crociera in pietra di cava e le pareti esterne sono in bugnato. Sono annesse due cappelle del XIV secolo. Al chiostro si accede direttamente dalla strada. Un ingresso si trova sul lato della Johannisstraße, mentre il secondo si apre sulla Johannisfreiheit. Dall'interno della chiesa si accede direttamente alla parte orientale del chiostro attraverso un portale nel transetto lato nord o attraverso un altro nella navata a nord dell'edificio occidentale. Questo portale conduce al vestibolo del chiostro.

## Cappella devozionale
La famiglia patrizia di Osnabrück von Bar donò la cappella devozionale all'inizio del XIV secolo. È nota anche come Cappella della Croce. La muratura della cappella è costituita da conci e pietre di cava. Questo dà un tocco di colore all'esterno, altrimenti disadorno. Sui lati sud e ovest si trova una finestra a traforo divisa in due parti con un lobo. L'ingresso è ornato da un semplice portale a forma di ogiva. Le due alte volte a crociera sono in mattoni. La cintura e le nervature diagonali sono a doppia scanalatura per la decorazione. Le chiavi di volta sono decorate con stemmi raffiguranti orsi. Esse commemorano la famiglia von Bar. Oggi la cappella contiene un altare moderno progettato da Walter Mellmann. Sopra di esso si trova il tabernacolo. 
Sulla parete sud si trova una metà di un'antica Madonna circondata da un'aureola, risalente all'inizio del XV secolo. La seconda metà si trova nella chiesa di Sant'Ansgar a Osnabrück-Nahne.

## Capitolo
Le due ali della sala capitolare si trovano sul lato nord del coro e sul lato est del chiostro. La datazione è controversa a causa delle numerose modifiche.

## Elementi interni

### Altare maggiore

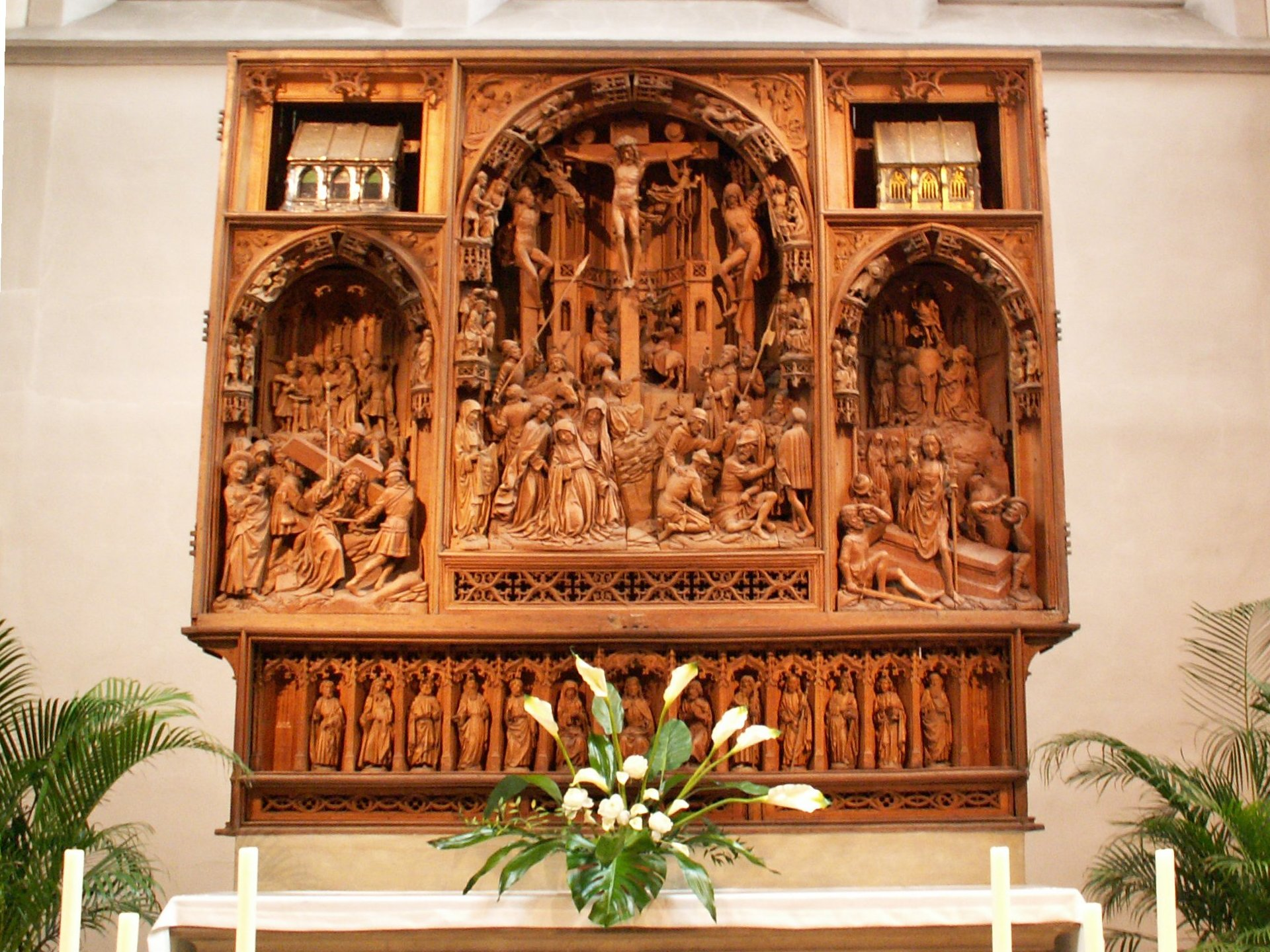
Altare maggiore

L'altare maggiore della Chiesa di San Giovanni è una delle opere più importanti dello scultore di Münster Evert van Roden. L'edicola lignea del grande altare della Passione, risalente al 1512, è tornata al suo posto originale nel coro dell'ex collegiata. A metà del XIX secolo si trovava sul lato est della sala della torre nord. Un sermone tenuto nel 1856 in occasione del 600º anniversario della consacrazione della chiesa suggerisce che si tratta di un altare maggiore. Questa ipotesi è confermata dalle dimensioni dell'altare e dalle numerose immagini del santo patrono della chiesa raffigurate su di esso. L'edicola centrale superstite è alta 2,70 m e larga 3,77 m, motivo per cui la larghezza totale originale può essere stimata in 7,54 m.
L'altare superstite è il fulcro di un altare in legno di quercia intagliato. Le cerniere su entrambi i lati della teca dimostrano che in origine doveva essere un altare ad ali, sebbene queste ultime fossero mancate per un periodo di tempo indeterminato. Le figure scolpite erano probabilmente colorate in origine, ma ora non sono dipinte. I rilievi realizzati con robuste assi di quercia sono di grande effetto scultoreo.
Il pannello centrale raffigura la salita al Calvario con le sue numerose immagini, mentre i pannelli laterali rappresentano altre scene della Passione: a sinistra, Cristo davanti a Ponzio Pilato e il Trasporto della Croce; a destra, la Risurrezione e l'Ascensione. Nella predella si trovano quindici nicchie con un gruppo della Deesis e figure di apostoli. I campi rettangolari trasversali superiori dell'edicola sarebbero stati originariamente destinati alla collocazione di due reliquiari del XV secolo, conservati nella sacrestia della chiesa. Tuttavia, le nicchie contengono oggi rilievi e figure di origine diversa, come la Decollazione di San Giovanni a sinistra, del 1525 circa, e Sant'Orsola a destra, opere della bottega di van Roden. Quest'ultimo dipinto, che può essere confrontato con l'Ursula del Museo Suermondt di Aquisgrana, fu probabilmente realizzato dal maestro stesso intorno al 1515. 
Sebbene l'altare maggiore della chiesa di San Giovanni a Osnabrück assomigli, per l'aspetto esteriore, agli altari westfaliani, con la sua forma a scatola e la predella decorata con statuette, è uno degli altari più degni di nota della Westfalia e della Germania nord-occidentale per la sua identità progettuale e la sua straordinaria qualità artistica. La sua chiara divisione tripartita con un'elevazione centrale, il motivo della tripla porta e le sue proporzioni mostrano anche la sua vicinanza alle pale d'altare di Bruxelles del XV secolo e alla pittura di Rogier van der Weyden. Singoli motivi come l'edicola della cappella e l'uso di modanature a traforo sono addirittura indizi di dipendenze dirette. Colpisce il riferimento di van Roden ai modelli fiamminghi nella costruzione dell'altare e, in parte, nello stile delle figure. Il riferimento alla tradizione locale è evidente anche nella predella con le sue nicchie. Esempi comparativi sono l'altare della Passione e le figure del paravento nella chiesa dell'ex monastero di Marienfeld, nel distretto di Gütersloh, e il gruppo della Crocifissione nella piccola chiesa di Osnabrück.

### Sculture medievali in pietra arenaria
Sulle pareti del coro e sui pilastri rettangolari di attraversamento si trovano in totale sedici figure in arenaria a grandezza naturale di Salvatore, Maria, Giovanni Battista, Giovanni Evangelista e dei dodici apostoli. Sono considerate eccezionali nel campo della scultura medievale di Osnabrück. Le differenze nel disegno suggeriscono l'esistenza di diversi artisti.
Le due figure di San Giovanni, che si trovano all'interno dei pilastri orientali, possono essere datate intorno al 1400 e sono le più antiche. Le figure degli apostoli sono state sviluppate ulteriormente e sono in parte collegate a quelle del coro della Chiesa di Santa Maria, che risalgono all'incirca alla stessa epoca. Le ultime figure sono state create intorno al 1440. Il Salvatore e Maria ornano ciascuno il lato ovest dei due pilastri trasversali nel lato est. Dieci figure di apostoli sono collocate nelle pareti del coro. Le due figure a grandezza naturale dei Principi degli Apostoli, San Paolo e San Pietro, si trovano all'interno dei due pilastri trasversali nel lato ovest e provengono dall'altare maggiore della Chiesa dei Gesuiti. Furono realizzate nel 1630 da Jeremias Geisselbrunn di Colonia. Tutte le figure degli apostoli hanno un'espressione emotiva nelle figure e nei volti, mentre i corpi appaiono piuttosto isolati.
Sulla parete sud del braccio meridionale del transetto si trovano anche quattro figure più piccole in arenaria. Le due al centro sono alte circa un metro, quelle esterne sono un po' più piccole. Si tratta delle figure di santa Caterina d'Alessandria, papa Cornelio, il vescovo Detmar e San Girolamo.

### Dimora del Santissimo Sacramento

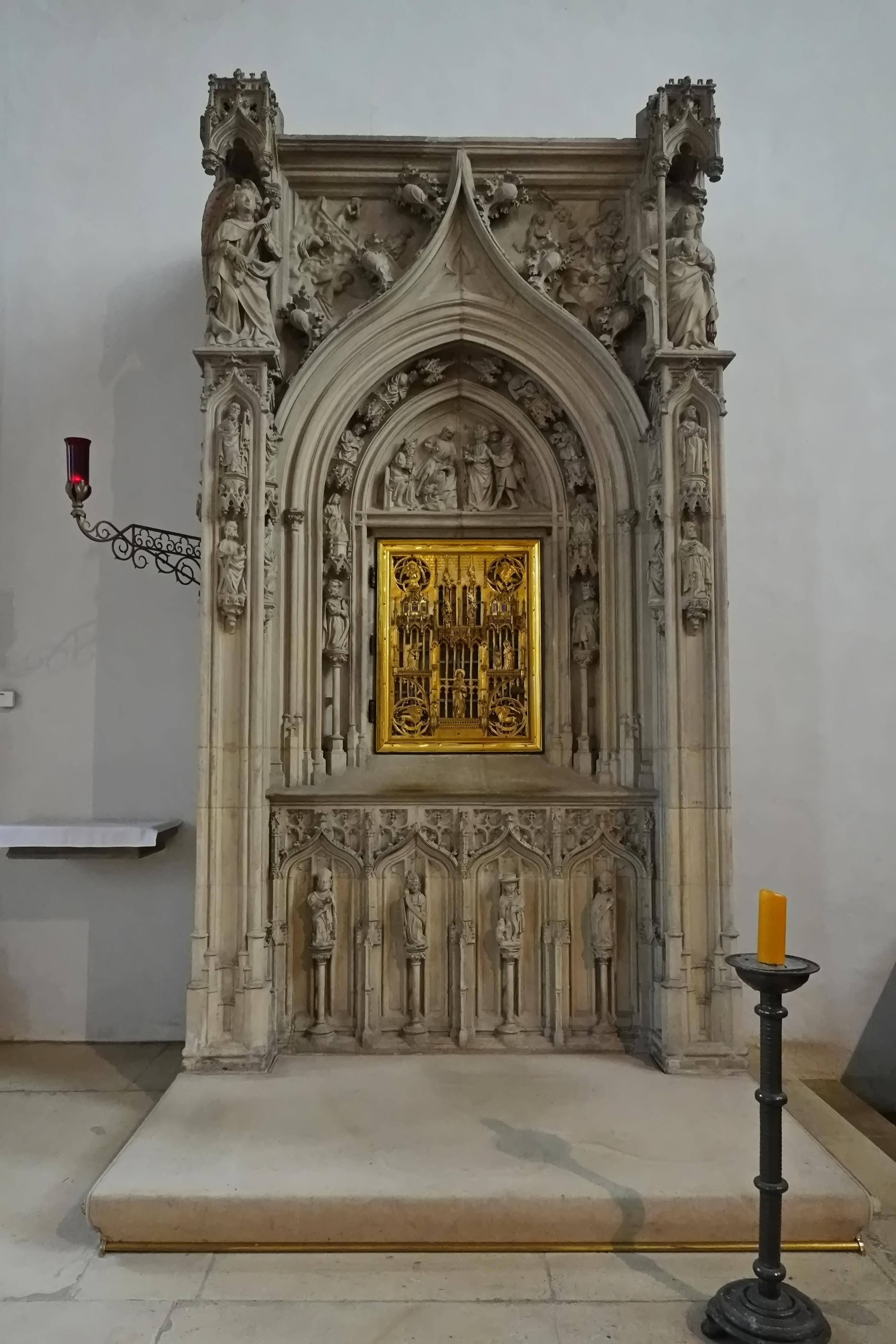
Dimora del Santissimo Sacramento in pietra arenaria (1440 circa), sulla parete est del transetto meridionale.

Il tabernacolo a torre, dimora del Santissimo Sacramento, realizzato in pietra arenaria, riccamente decorato, non si è completamente conservato in quanto manca l'attacco superiore. Fu costruito intorno alla metà del XV secolo. Sul davanti, a destra e a sinistra, si trovano due pilastri, ognuno dei quali termina con un magnifico baldacchino in alto. Sotto di esso, si vedono Maria, a destra, e l'arcangelo Gabriele, a sinistra, che rappresentano la scena dell'Annunciazione. Questo è anche il motivo della porta dorata del tabernacolo al centro. Sono riconoscibili anche raffigurazioni della vita di Giovanni Battista, dei dodici apostoli e dei quattro Dottori della Chiesa (sant'Agostino, sant'Ambrogio, Gregorio Magno e san Girolamo.

### Portale
I portali della chiesa risalgono al XIII secolo. Solo il portale nord occidentale è originale. Il portale nuziale sul lato sud era originariamente decorato con un arco a quadrifoglio.

### Coro in platea
Nel presbiterio della chiesa ci sono due file di stalli del coro. Gli stalli sul lato sud del coro hanno quattro posti a sedere, mentre quelli sul lato nord ne hanno otto. Grazie al loro aspetto decorativo, possono essere datati all'inizio del XIV secolo. In particolare, il rivestimento degli stalli presenta una varietà di disegni iconografici.
I cosiddetti stalli a tre posti, quelli che furono ricavati da assi di quercia, furono creati intorno al 1380 e sono riccamente decorati con trafori gotici, figure e fogliame. Come per l'altare principale, la Deesis è raffigurata in forma breve in un fregio sul tetto spiovente. Il flagello, la croce, i chiodi, la verga e la corona di spine, oltre ad altri motivi della Passione, sono raffigurati nel traforo della parete posteriore del seggio. Come per gli stalli del coro a due file, i rivestimenti laterali sono decorati in modo particolare. Sul lato sinistro si vede Mosè davanti al roveto ardente e, sulla destra, il sacrificio di Isacco da parte di Abramo.

### Epitaffi
Nella chiesa si trovano diversi epitaffi. Sono stati tutti realizzati in laboratori di scultura di Westfalia o di Osnabrück. Sulla parete ovest del braccio settentrionale del transetto si trova l'epitaffio in arenaria del decano Mellinghaus, un rilievo del Giudizio Universale realizzato intorno al 1560 in una cornice classica rinascimentale da Johann Brabender. A sinistra dell'organo, l'epitaffio in arenaria di Konrad von der Borgh, del 1586, è incastonato nella parete est del braccio lato nord del transetto sopra un architrave. Vi sono raffigurati una scena del Monte degli Ulivi e il mecenate. Il terzo epitaffio in arenaria si trova nel braccio meridionale del transetto: si tratta di un rilievo dell'Incarnazione di Cristo, dedicata al decano Eberhart A. Mallincroth, che lo scultore di Osnabrück Adam Stenelt realizzò nel 1606. Sulla parete est del braccio meridionale del transetto si trova un rilievo con la scena a grandi figure dell'Ecce Homo, realizzato intorno al 1640. Ricorda l'epitaffio del decano della cattedrale di Letmathe, realizzato dallo scultore Gerhard Gröninger in quella di Münster.

### Organo
L'organo principale della Chiesa San Giovanni si trova nel soppalco dedicato nella Westwerk, sotto il rosone maggiore. Lo strumento fu costruito nel 1978 dall'azienda organaria Kreienbrink (Osnabrück-Hellern - oggi a Georgsmarienhütte), riutilizzando il materiale delle canne (17 registri in totale) degli organi storici precedenti del XVIII secolo. Nel 1998, lo strumento fu ricostruito dall'Orgelbau Kreienbrink e installato in una nuova cassa nella galleria ovest. L'organo ha 48 battute di suono. Le azioni dei tasti sono meccaniche, quelle dei registri sono elettriche.

### Tesoro della chiesa
L'importante tesoro della chiesa di San Giovanni, risalente ai secoli XI-XIX, è costituito da una croce capitolare del 1150, da due figure sedute argentate (un vescovo del XIII secolo e una Madonna del XIV secolo) e da numerosi calici dei secoli XIV-XVIII. Le pale d'altare del XVIII secolo provengono principalmente da Augusta e Osnabrück.

## Campane
Nelle torri della Chiesa di San Giovanni è appeso un sistema di sette campane di secoli diversi: le campane da I a III sono appese nella torre sud, le campane da IV a VII nella torre nord. La struttura è la seguente:
- I. Tono h°, fuso nel 1855/56 da Jean Baptist Dubois;
- II. tono "c diesis", fuso nel 1646 da Joseph Michelin;
- III. tono e', fuso nel 1953 da Petit & Gebr. Edelbrock a Gescher;
- IV. Tono "g diesis", fuso nel 1366 da un anonimo;
- V. tono "a diesis”, fusa nel 1591 da un anonimo;
- VI. tono "c diesis", fuso nel 1751 da Andreas Lindner;
- VII. tono "e diesis", fusa nel 1300 da un anonimo.